# Tchaou et Grodo
Tchaou et Grodo (ほえろブンブン, Hoero Boom) est une série d'animation japonaise en 39 épisodes de 23 minutes, diffusée entre le 9 octobre 1980 et le 9 juillet 1981 sur TV Tokyo.
En France, la série a été diffusée à partir du 10 septembre 1984 sur Antenne 2, et au Québec à partir du 30 août 1987 à la Télévision de Radio-Canada.

## Synopsis
Tchaou, un chiot abandonné rencontre le vieux Grodo, lui aussi chien errant. Tchaou va apprendre à vivre dans un monde hostile et étrange.

## Voix françaises
- Laurence Badie : Tchaou
- Henri Virlogeux : Grodo
- Gérard Hernandez : Mosso
- Georges Atlas : l'homme mystérieux
- Claude Chantal : Mme Scott, voix additionnelles
- Monique Thierry : Marie, voix additionnelles
- Bernard Soufflet : Charly Scott, voix additionnelles
- Jean-Claude Montalban : voix additionnelles
- Claude Dasset : voix additionnelles
- Roger Carel : Grodo (voix de remplacement, eps 12-13)
- Albert Augier : Mosso (voix de remplacement, eps 5 à 7 et 10), l'homme mystérieux (voix de remplacement, ep 11)

## Épisodes
1. Le chiot dérive sur la rivière
2. La Loi du chien errant
3. Un avenir de chiens errants
4. Tchaou part en voyage
5. Une amitié avec un chien de combat
6. Le 1er Amour de Tchaou
7. Attention Tchaou
8. La ville fantôme
9. Les Chasseurs de chien errant
10. Ponta porte de hauts talons
11. Combat avec un raton laveur
12. Une mère en cage
13. Le Visage de Maman
14. Jet de flammes
15. Vivre dans le désert
16. Ne laisse pas la tempête t'emporter
17. Le Château des chiens errants
18. S.O.S.
19. La chienne que Nora aimait
20. L'Incendie de forêt
21. Un piège du dresseur de chien
22. Maman est tout près
23. Combats de chiens
24. La Voix de maman
25. Échapper au fusil
26. La Rencontre de la chance
27. Un nouveau départ
28. L’Arche de Maman
29. La grande échappée
30. Les Cinq Chiots
31. Combat dans la prairie
32. La Bête disparue
33. La grotte du dieu de la mort
34. Duel dans l’arène
35. Amitié de chiens errants
36. Maman appelle
37. Disparue dans le ciel
38. Fusillade en ville
39. Ne repars pas Maman